# Wiktorija Leonidowna Tschajewa
Wiktorija Leonidowna Tschajewa (russisch Виктория Леонидовна Чаева; * 3. Juni 1929 in Krasnodar; † 29. Oktober 2006 in Moskau) war eine sowjetische bzw. russische Schauspielerin, Synchronsprecherin und -regisseurin.

## Biografie
Tschajewas Vater Leonid Petrowitsch Tschajew († 1943) war Arbeiter und diente im Russischen Bürgerkrieg unter Kliment Woroschilow. Die Mutter Walentina Jemeljanowna Tschajewa war Lehrerin und Anwältin († 1966). Das Paar trennte sich 1940.
Im Sommer 1942 mussten Tschajewa und ihr Vater infolge des Deutsch-Sowjetischen Krieges nach Molotow übersiedeln, konnten aber im März 1943 wieder nach Krasnodar zurückkehren. Sie besuchte danach bis 1944 eine Musikschule und lernte dort das Klavierspielen. Im Sommer 1946 zog sie mit ihrer Mutter zur Schwester nach Adler und errang dort 1947 die Hochschulreife. Danach ließ sich Tschajewa unter Boris Babotschkin am Staatlichen All-Unions-Institut für Kinematographie zur Schauspielerin ausbilden und erhielt 1952 eine Stelle beim Theaterstudio der Kinodarsteller. Wenig später wurde sie vom Gorki-Studio verpflichtet.
Ihre Darstellerlaufbahn vor der Kamera begann 1953 mit dem bei Mosfilm produzierten Kurzfilm Сеанс гипноза (Seans gipnosa). Bis zu ihrem Auftritt in Alexander Ptuschkos Ruslan und Ljudmila (1972) gab sie regelmäßig Nebenrollen, ihre einzigen Engagements im postsowjetischen Russland nahm die dunkelhaarige Mimin 2003 in zwei Folgen der Fernsehreihe Возвращение Мухтара-1 (Woswraschtschenije Muchtara-1) wahr.
Mit der russischsprachigen Fassung von Chronik armer Liebesleute (1954), in der sie Antonella Lualdis Rolle intonierte, begann Tschajewas Tätigkeit als Synchronsprecherin. Sie war in dieser Funktion an über 70 Projekten aus verschiedenen europäischen, amerikanischen und asiatischen Staaten beteiligt und lieh dabei u. a. Julie Newmar (Eine Braut für sieben Brüder), Lolita Torres (Un novio para Laura, 1955), Barbara Shelley (Armleuchter in Uniform, 1962), Sylva Koscina (Die eiserne Maske, 1962), Christine Laszar (Der Tod hat ein Gesicht, 1962), Gwen Watford (Cleopatra) und Karin Dor (Die Antwort kennt nur der Wind) ihre Stimme.
Ab 1973 war Tschajewa auch als Drehbuchübersetzerin aktiv, von 1976 bis 1998 wirkte sie als Synchronregisseurin. 2000 wurde ihr der Titel Verdiente Künstlerin der Russischen Föderation verliehen.
Tschajewa war von 1962 bis 1971 mit Wladimir Petrowitsch Naumow verheiratet, der 1969 geborene Sohn Wladimir starb 1986 an Krebs.

## Filmografie (Auswahl)

### Darstellerin
- 1958: Mit falschen Papieren (An der Theiss) (Nad Tissoi)
- 1960: Brot und Rosen (Chleb i rosy)
- 1961: Auferstehung (Woskresenije)
- 1961: Das Duell (Duel)
- 1961: Das purpurrote Segel (Alye parusa)
- 1961: Der freie Wind (Wolny weter)
- 1963/75: Фитиль (Fitil) (Fernsehserie, drei Folgen)
- 1968: Warten wir den Montag ab (Doschiwem do ponedelnika)
- 1972: Ruslan und Ljudmila (Ruslan i Ljudmila)
- 2003: Возвращение Мухтара-1 (Woswraschtschenije Muchtara-1) (Fernsehreihe, zwei Folgen)